# Espace VERRE
Espace VERRE est une école-atelier consacrée aux arts verriers située dans l'ancienne caserne de pompiers no. 21 au 1200, rue Mill à Montréal,. En 1983, Ronald Labelle et François Houdé fondent le Centre des métiers du verre du Québec (CMVQ)/Espace VERRE dans le but de créer un espace consacré aux arts verriers,,. En collaboration avec le cégep du Vieux-Montréal, Espace VERRE offre une formation technique en métiers d'arts avec une spécialisation en verre.

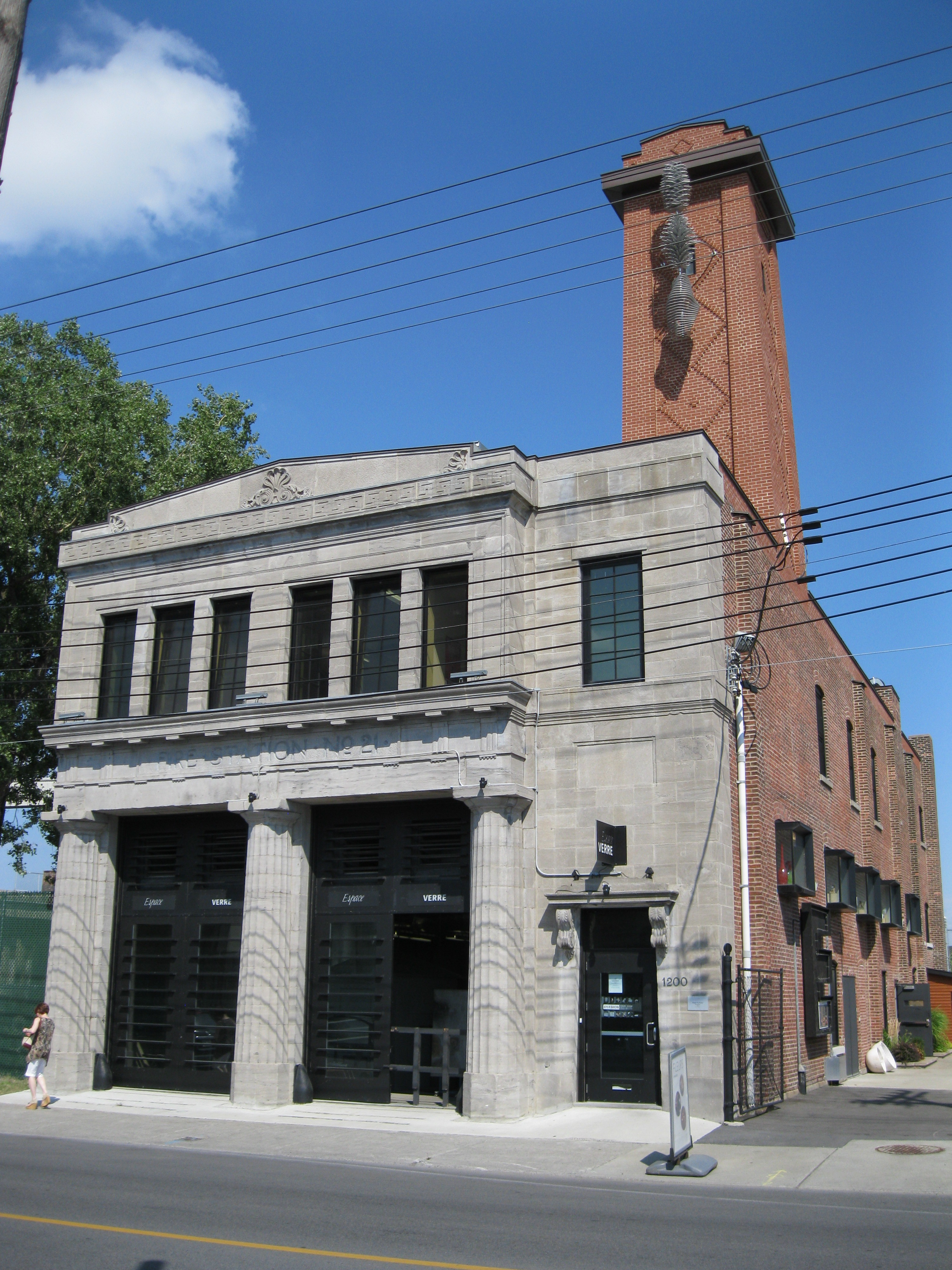
Espace VERRE

## Histoire
En 1983, Ronald Labelle et François Houdé fondent le CMVQ/Espace VERRE dans le but d'offrir une formation sur le travail du verre et de faire des recherches sur les arts verriers,,. Le CMVQ/Espace VERRE ouvre ses portes le 6 octobre 1986 dans l'ancienne caserne de pompiers. En 1989, il offre des cours spécialisée sur le verre pour les élèves du cégep du Vieux-Montréal. Les cours s'intéressent à plusieurs techniques du verre dont le verre en fusion, le verre à chaud, le verre à froid et le verre de néon. En 1994, Espace VERRE crée sa première cohorte de l'atelier FUSION qui permet aux nouveaux diplômés du programme collégial d'utiliser les ressources d'Espace VERRE dans le but de démarrer leur entreprise. Au fil des années, plusieurs maîtres verriers ont présenté des ateliers de perfectionnement à Espace VERRE dont Lino Tagliapietra.

## Bâtiment
Conçu par David Jerome Spence et Samuel Arnold Finley est construit vers 1912, l'édifice est évalué  « Immeuble de valeur patrimoniale exceptionnelle » par la ville de Montréal.